# Sand, Akershus
Sand este o localitate din comuna Ullensaker, provincia Akershus, Norvegia, cu o suprafață de 0,85 km² și o populație de 2.066 locuitori (2013).